# Hermann Graml
Hermann Graml (né le 10 novembre 1928 à Miltenberg et mort le 4 février 2019 à Wasserburg am Inn) est un historien et publiciste allemand . Du début de 1953 jusqu'à sa retraite en 1993 - avec une interruption en 1958/59 - il est membre de l'Institut d'histoire contemporaine de Munich. Il y est principalement responsable en tant que rédacteur en chef du journal Viertel Jahreshefte für Zeitgeschichte. Dans son propre travail, il traite de la résistance contre le national-socialisme, de la politique étrangère et de l'histoire de la République fédérale d'Allemagne. Avec Wolfgang Benz, il publie la Schriftenreihe der Vierteljahrshefte für Zeitgeschichte et avec Benz et Martin Broszat la série Deutsche Geschichte der neuesten Zeit dans la maison d'édition de poche allemande (de).

## Biographie
Hermann Graml, fils d'un directeur d'école forestière qui est, entre autres, maître forestier du prince Esterházy, grandit dans les châteaux d'Edelstetten et de Guntzbourg. Pendant la Seconde Guerre mondiale, il est utilisé comme assistant de l' armée de l'air et pour le Service du travail du Reich. En 1945, il est fait prisonnier par les Américains.
Après avoir obtenu son diplôme d'études secondaires à Guntzbourg en 1947, il étudie l'histoire, l'allemand et les sciences politiques à l'université Louis-et-Maximilien de Munich avec Franz Schnabel et à l'université Eberhard Karl de Tübingen avec Hans Rothfels et Theodor Eschenburg (de). En 1953, il devient assistant à l'Institut d'histoire contemporaine de Munich. En 1958/59, il est rédacteur en chef du magazine mensuel Hinter dem Eisernen Vorhang de Free Europe Press. Il est consultant en recherche puis rédacteur en chef (jusqu'en 1993) du Vierteljahrshefte für Zeitgeschichte de l'institut.
Graml est marié et père de deux enfants.

## Travaux
Un premier essai de Graml sur le Comité national pour une Allemagne libre paraît en 1952 dans la revue Neues Abendland (de), qui appartient à l'Abendländische Aktion fondée par l'ancien directeur de l'Institut d'histoire contemporaine, Gerhard Kroll (de). Dans ce document, Graml parle de "l'itinérance spirituelle" des officiers et conclut que les "mots d'ordre politiques de l'Occident n'étaient plus capables" de "soutenir la lutte défensive contre l'Orient". Le « caractère pseudo-religieux de l'adversaire » ne peut « être surmonté que par la religion ». Un an plus tard, Graml publie une description de base de la Nuit de Cristal de 1938 dans la série de publications du Centre fédéral d'éducation politique. Au cours des années suivantes, il s'occupe de l'opposition militaire allemande au national-socialisme. En 1963, il prouve que le révisionniste historique américain David L. Hoggan (de) a falsifié des documents.
D'autres ouvrages Gramls traitent de la note stalinienne (de) de 1952, de la question allemande et du développement de l'Europe. En 1969, il présente un panorama de la politique internationale dans l'Europe de l'entre-deux-guerres, Europa zwischen den Kriegen. Dans ce document, Graml interprète déjà le révisionnisme de la politique étrangère et intérieure des cabinets présidentiels allemands des années 1930 à 1933 comme un précurseur des politiques agressives ultérieures. En 1985, il publie une étude sur les Alliés et la division de l'Allemagne et en 1990 la vue d'ensemble Europas Weg in den Krieg.
Avec Wolfgang Benz, Graml est responsable de la série de revues trimestrielles d'histoire contemporaine et publie les volumes Weltprobleme zwischen den Machtblöcken (1981) et Europa nach dem Zweiten Weltkrieg dans le cadre du Fischer Weltgeschichte. Avec Benz et Martin Broszat, Graml publie la série Deutsche Geschichte der neuesten Zeit pour le Deutscher Taschenbuchverlag.

## Honneurs
Le 2 juillet 2002, il reçoit un doctorat honorifique[Quoi ?] pour l'œuvre de sa vie par la faculté d'histoire et d'art de l'Université Louis-et-Maximilien de Munich. En 2004, il reçoit la Croix fédérale du Mérite avec ruban de l'ordre du mérite de la République fédérale d'Allemagne.

## Publications (sélection)
- als Herausgeber mit Wolfgang Benz: Europa nach dem Zweiten Weltkrieg. 1945–1982 (= Fischer-Weltgeschichte. Band 36: Das zwanzigste Jahrhundert 2). Fischer-Taschenbuch-Verlag, Frankfurt am Main 1983,  (ISBN 3-596-60035-9).
- als Herausgeber mit Wolfgang Benz: Weltprobleme zwischen den Machtblöcken (= Fischer-Weltgeschichte. Band 36: Das zwanzigste Jahrhundert 3). Fischer-Taschenbuch-Verlag, Frankfurt am Main 1981,  (ISBN 3-596-60036-7).
- als Herausgeber: Widerstand im Dritten Reich. Probleme, Ereignisse, Gestalten (= Fischer-Taschenbücher 4319). Fischer-Taschenbuch Verl, Frankfurt am Main 1984,  (ISBN 3-596-24319-X).
- Die Alliierten und die Teilung Deutschlands. Konflikte und Entscheidungen. 1941–1948 (= Fischer-Taschenbücher 4310). Fischer-Taschenbuch-Verlag, Frankfurt am Main 1985,  (ISBN 3-596-24310-6).
- Reichskristallnacht. Antisemitismus und Judenverfolgung im Dritten Reich (= dtv 4519). Deutscher Taschenbuch-Verlag, München 1988,  (ISBN 3-423-04519-1).
- als Herausgeber mit Wolfgang Benz und Hermann Weiß (de): Enzyklopädie des Nationalsozialismus (de).
  - Klett-Cotta, Stuttgart 1997,  (ISBN 3-608-91805-1).
  - dtv 2007 (5. erw. und akt. Aufl.),  (ISBN 3-423-34408-3).
- Europas Weg in den Krieg. Hitler und die Mächte 1939 (= Quellen und Darstellungen zur Zeitgeschichte. Band 29). Oldenbourg, München 1998,  (ISBN 3-486-55151-5).
- Zwischen Stresemann und Hitler. Die Außenpolitik der Präsidialkabinette Brüning, Papen und Schleicher (= Schriftenreihe der Vierteljahrshefte für Zeitgeschichte. Band 83). Oldenbourg, München 2001,  (ISBN 3-486-64583-8).
- Hitler und England. Ein Essay zur nationalsozialistischen Außenpolitik 1920 bis 1940. Oldenbourg, München 2009,  (ISBN 978-3-486-59145-3).
- Bernhard von Bülow und die deutsche Außenpolitik. Hybris und Augenmaß im Auswärtigen Amt. Oldenbourg, München 2012,  (ISBN 978-3-486-70945-2) (Rezension).